# Francesc Alió i Brea
Francesc Alió i Brea (Barcelona, 27 de març de 1862 - Barcelona, 31 de març de 1908) fou un compositor i pianista català. El 1892 va escriure la música d'Els Segadors adaptant una versió popular, fou un dels compositor més preocupats per la recuperació de la música popular.

## Biografia
Fou fill de Melcior Alió i Lluy i de Matilde Brea i Saburit. Va estudiar composició amb Antoni Nicolau, Felip Pedrell i Anselm Barba, i piano amb Vidiella. Va destacar com a compositor de lieder dins del grup dels joves modernistes que es van agrupar a l'entorn de l'Orfeó Català. També fou un dels fundadors de la Societat Catalana de Concerts, que va ser una de les institucions que van sorgir amb la intenció de promoure la creació d'un estil català, la llavor del qual fos la cançó popular, i també amb la finalitat d'organitzar concerts no només d'obres catalanes sinó també de les millors obres d'art. Va col·laborar com a crític en diverses publicacions musicals, com La Renaixença, L'Avenç i El Poble Català durant el període entre 1905-1906, publicacions en les quals defensava les noves propostes musicals modernes.
La seva participació i col·laboració amb l'Orfeó Català va ser molt activa i es va traduir de diverses maneres, entre elles fou membre del jurat qualificador de la segona festa de la Música Catalana de 1905, una de les festes que aquesta entitat organitzava amb la intenció de promoure la música coral de temàtica popular i religiosa, esdeveniment que en posteriors edicions incorporà un premi per a una composició d'orquestra de corda, ampliant així les tipologies musicals difoses per aquesta entitat seguint els ideals del grup de músics modernistes.
Va ser folklorista i és considerat com un dels primers impulsors del renaixement musical català.

## Francesc Alió i el sorgiment de la cançó popular
La darrera dècada del segle xix i les dues primeres del segle xx van ser un període en què es produeixen diverses iniciatives de divulgació de cançons populars mitjançant edicions destinades al gran públic. Aquestes iniciatives volien contribuir al catalanisme regionalista, catòlic i tradicionalista. Les publicacions anaven juntes amb la difusió de cançons populars en forma de composicions i d'interpretacions musicals. El principal objectiu que proposaven les campanyes divulgadores era tornar a fer conegudes per a sectors amplis de la població les anomenades cançons populars, és a dir, les cançons que es consideraven pròpies i antigues, i que haurien anant oblidant-se per l'efecte i influència de les melodies de moda i forasteres.
Com s'ha mencionat abans, Francesc Alió es va destacar des de molt jove com a compositor de lieder, i com a fruit d'aquesta tasca creativa i recopilatòria, destaca dins de la seva obra Sis melodies per a cant i piano(1887), amb pròleg fet per Felip Pedrell, obra que es troba entre els primers quaderns de lieder en català, compostos sobre poemes d'Àngel Guimerà, Francesc Matheu, Apel·les Mestres i Jacint Verdaguer. Poc temps després, el 1891, publicarà una altra de les seves obres més importants: Cançons populars catalanes prologat també pel seu mestre, Felip Pedrell. Aquesta obra va recollir vint-i-tres cançons i dos balls presentats a la manera de lieder amb acompanyament de piano. Va escollir diverses melodies i textos entre els reculls anteriors, mentre que altres melodies les va aconseguir entre persones del seu entorn. L'objectiu del recull era poder interpretar les cançons als salons de la burgesia. Entre les adaptacions, que són majoritàriament balades, hi figura Els Segadors, a partir del text de Manuel Milà i Fontanals i d'una melodia cantada per Jaume Collell una de les cançons més difoses per les corals d'aquella època que arribarà a posicionar-se com l'himne nacional de Catalunya.
Per a molts cercles musicals benestants, els lieder d'Alió representen l'arribada de les cançons populars, i moltes de les cançons d'aquest volum es convertiran durant tot el segle xx en les melodies populars més conegudes, més cantades i més reimpreses en diversos llocs. En aquesta obra dedicada a la música popular s'apleguen moltes de les cançons que seran enormement divulgades pel món coral durant les primeres dècades del segle xx.
La tasca d'Alió seria seguida per molts altres compositors, com per exemple Vicenç Maria de Gibert, amb les Cançons populars catalanes, o per Enric Morera i Viura, amb les Cançons populars catalanes harmonitzades.

## Obres

### Cant
- Col·lecció de 6 melodies per a cant i piano (1887)
- 5 Cançons per a cant i piano (1887)
- 23 Cançons populars catalanes.

### Piano
- Ballet.
- Marxa fantàstica.
- Nota de color.
- Barcaroles.